# Zandwegemolen
De Zandwegemolen in Brugge bevindt zich aan de Oude Oostendse Steenweg in de wijk Sint-Pieters-op-den-Dijk. De molen kent zijn bouwjaar in 1860 en diende als koren– en oliemolen.

## Geschiedenis
Op 7 februari 1860 werd door het schepencollege een goedkeuring verleend aan Louis Matthys om op zijn eigendom aan de Zandweg een windmolen op te richten. In 1932 kreeg de molen een grondige herstelbeurt. Op donderdag 7 september 1944 werd Jules Caene tijdens het malen verrast door een zware storm. Tijdens het draaien zorgde een hevige windstoot ervoor dat Jules Caene de molen niet snel genoeg kon stoppen. Hierdoor brak de askop in drie stukken. Juist na de Tweede Wereldoorlog was er echter niet genoeg geld om de molen te repareren. Jules Caene maakte dan gebruik van een dieselmotor om zijn molen draaiende te houden. Zo draaide hij verder tot in het begin van de jaren zestig.
In 1970 liet Gerard Stevens een nieuw complex bouwen rond de molen. Zo veranderde de Zandwegemolen in een horecagelegenheid. De molen is een beschermd monument sinds 1982.

## Eigenaars doorheen de tijd
- 1860 – Louis Matthys uit Sint-Pieters-op-den-Dijk
- 1878 – Jacques De Langhe
- 1883 – Emiel VanderGhote
- 1883 – Isidoor Mattijs
- 1916 – Constant Van Hove
- 1923 – André De Brabander
- 1923 – Jules Caene
- 1967 – Jacques Baron de Crombrugghe de Looringe
- 1969 – Gerard Stevens
- 1995 – Johan Commeyne